# Кіріленко Олег Валерійович
Олег Валерійович Кіріленко — сержант Збройних сил України.
Воював на сході України у складі 30-ї бригади. Під час боїв у серпні 2014-го певний час вважався полоненим.

## Нагороди
За особисту мужність, сумлінне та бездоганне служіння Українському народові, зразкове виконання військового обов'язку відзначений — нагороджений
- орденом «За мужність» III ступеня (3.11.2015).